# 愛爾蘭分治

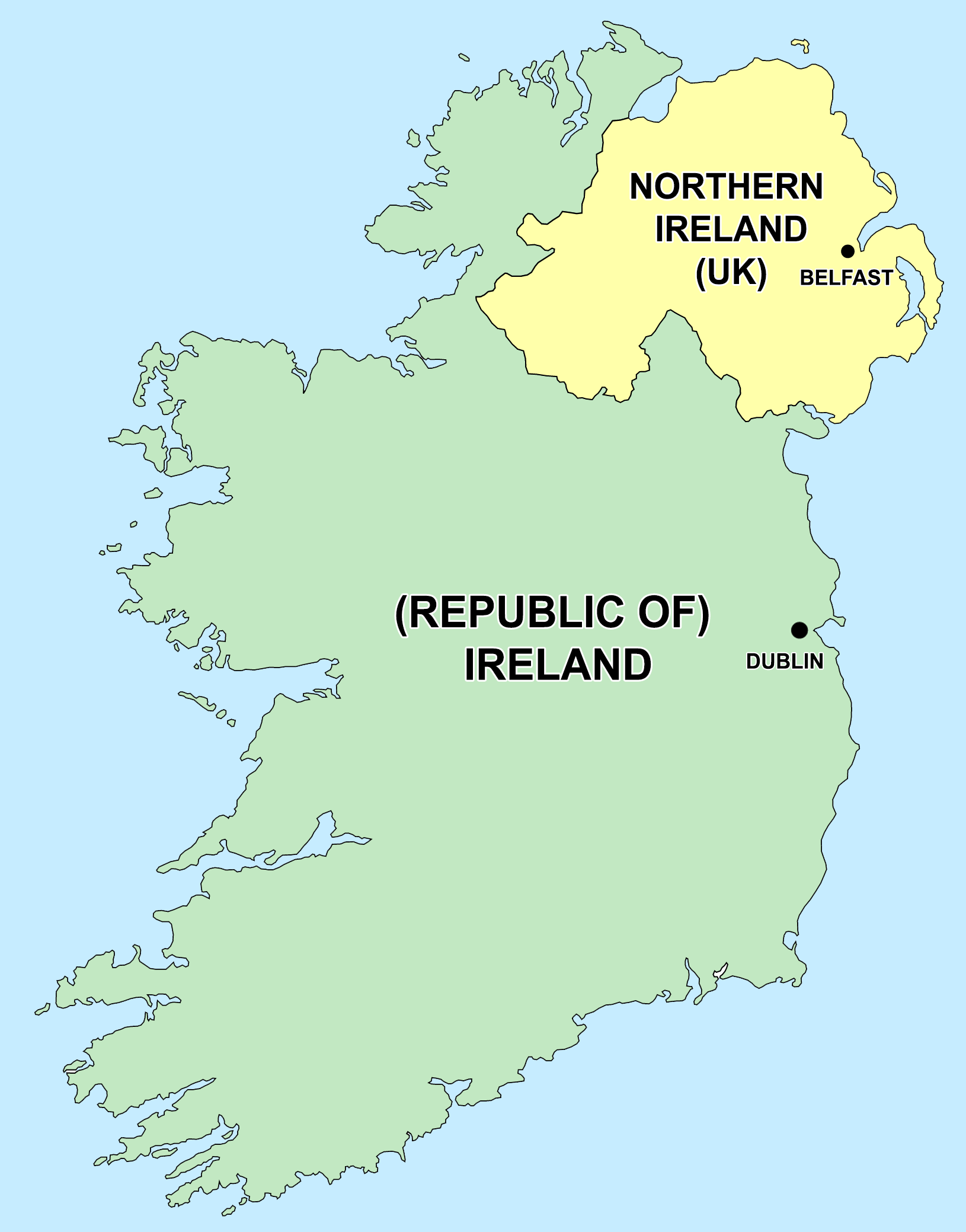
愛爾蘭分治現狀

愛爾蘭分治（英語：partition of Ireland）是指英國將愛爾蘭島分為北愛爾蘭和南愛爾蘭兩個政治實體的過程。愛爾蘭分治發生在1921年5月3日。北愛爾蘭仍然是英國的一部分。南愛爾蘭並未獲得當地大多數公民的認可。當地居民反而大多擁護自行宣布獨立的愛爾蘭共和國。後根據《英愛條約》，南愛爾蘭成為愛爾蘭自由邦，也就是現在的愛爾蘭共和國。愛爾蘭分治之後，愛爾蘭民族主義者及共和主義者追求愛爾蘭重新統一，建立一個囊括愛爾蘭全島的國家。但阿爾斯特聯合主義者希望北愛爾蘭繼續是英國的一部分，造成曠日持久的北愛爾蘭問題。